# Louis-Häfliger-Park

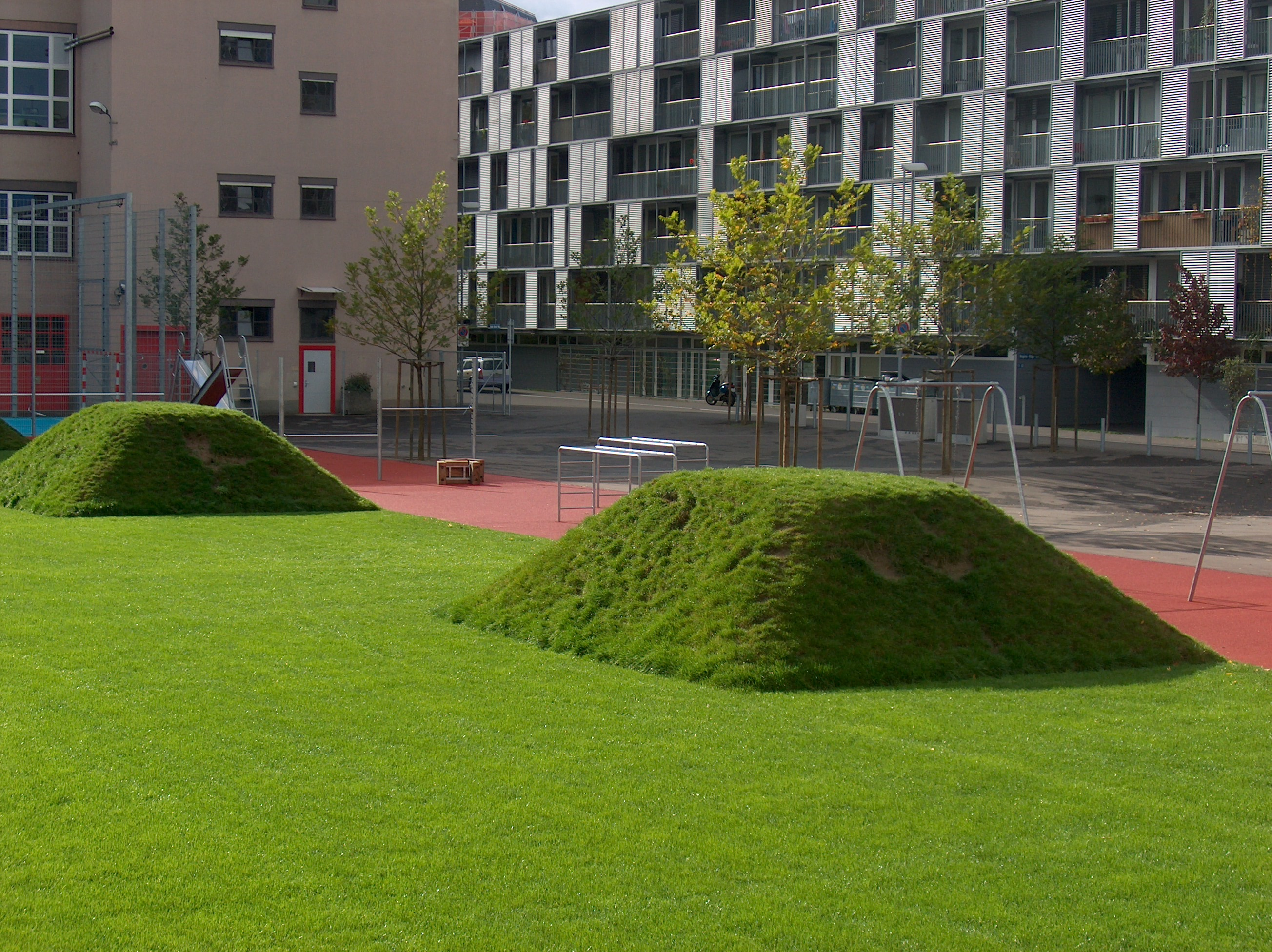
Das Rasenfeld mit den pyramidenförmigen Grashügeln

Der Louis-Häfliger-Park ist ein 5000 Quadratmeter grosser öffentlicher Park im Stadtteil Oerlikon in Zürich zwischen den Produktionsstätten de Oerlikon Contraves und der Wohnüberbauung Regina-Kägi-Hof. Er ist benannt nach Louis Häfliger, einem Schweizer Bankangestellten, der als Retter von Mauthausen bekannt wurde und mit seiner Tat im Mai 1945 dafür sorgte, dass rund 40'000 Häftlinge des KZ Mauthausen befreit werden konnten. 

## Gestaltung
Für die Gestaltung des Louis-Häfliger-Parks wurde von Grün Stadt Zürich im Jahr 2000 ein Wettbewerb ausgeschrieben, den das Büro für Landschaftsarchitektur Kuhn und Truninger mit ihrem Projekt „Quilt“ gewannen. Zusammen mit Pascal Wiedemann, Zürich, und Grego & Smolenicky Architektur, Zürich wurden die Arbeiten nach einer Bauzeit von 10 Monaten fertiggestellt und der Park am 30. August 2003 eingeweiht.
Gestalterisch hielten sich die Projektverfasser an den Grundsatz, nichts Neues hinzuzufügen, sondern nur bereits Bestehendes aufzunehmen. Das Projekt zeichnet sich durch die verschiedenen Felder aus, die patchworkartig wie ein Flickenteppich, oder "Quilt", zu einem Ganzen zusammengefügt sind.
Das asphaltierte Baumfeld ist mit Flügelnussbäumen (Pterocarya) bepflanzt und erstreckt sich über die ganze Länge des Parks. Bei starkem Regen staut sich das Niederschlagswasser vorübergehend über den flachen Retentionstrichtern und bildet Spiegelflächen. Damit wird auf den hohen Grundwasserspiegel auf dem Areal verwiesen, der bis 80 Zentimeter unter die Oberfläche reicht. 
In der Zone entlang der Binzmühlestrasse befindet sich ein Kiesfeld mit rotem Kies, Weidenbüschen und Sitzbänken. Es wird von dreissig am Boden befestigten, als Blumenfeld angeordneten, auffallend gelben, halbkugelförmigen Leuchten erhellt, die normalerweise bei Verkehrsteilern Verwendung finden. 
Das als Spielwiese gedachte Rasenfeld lässt ein Stück Ortsgeschichte erkennen: Acht pyramidenförmige Erhebungen stellen die Umkehrform der Munitionslabors der Oerlikon Contraves dar, die früher an dieser Stelle im Boden versenkt waren.  Der Allwetterbelag des mit einem Ballfang eingefassten blauen Tartan-Spielfelds erlaubt ganzjährig sportliche Aktivitäten. 
Der Park wird von einem schmalen roten Spielband zerschnitten, auf dessen Kunststoffbelag Schaukeln, Rutschbahnen, Reckstangen und Klettergeräte montiert sind. Eine Holzbühne steht für Aktionen aller Art zur Verfügung.

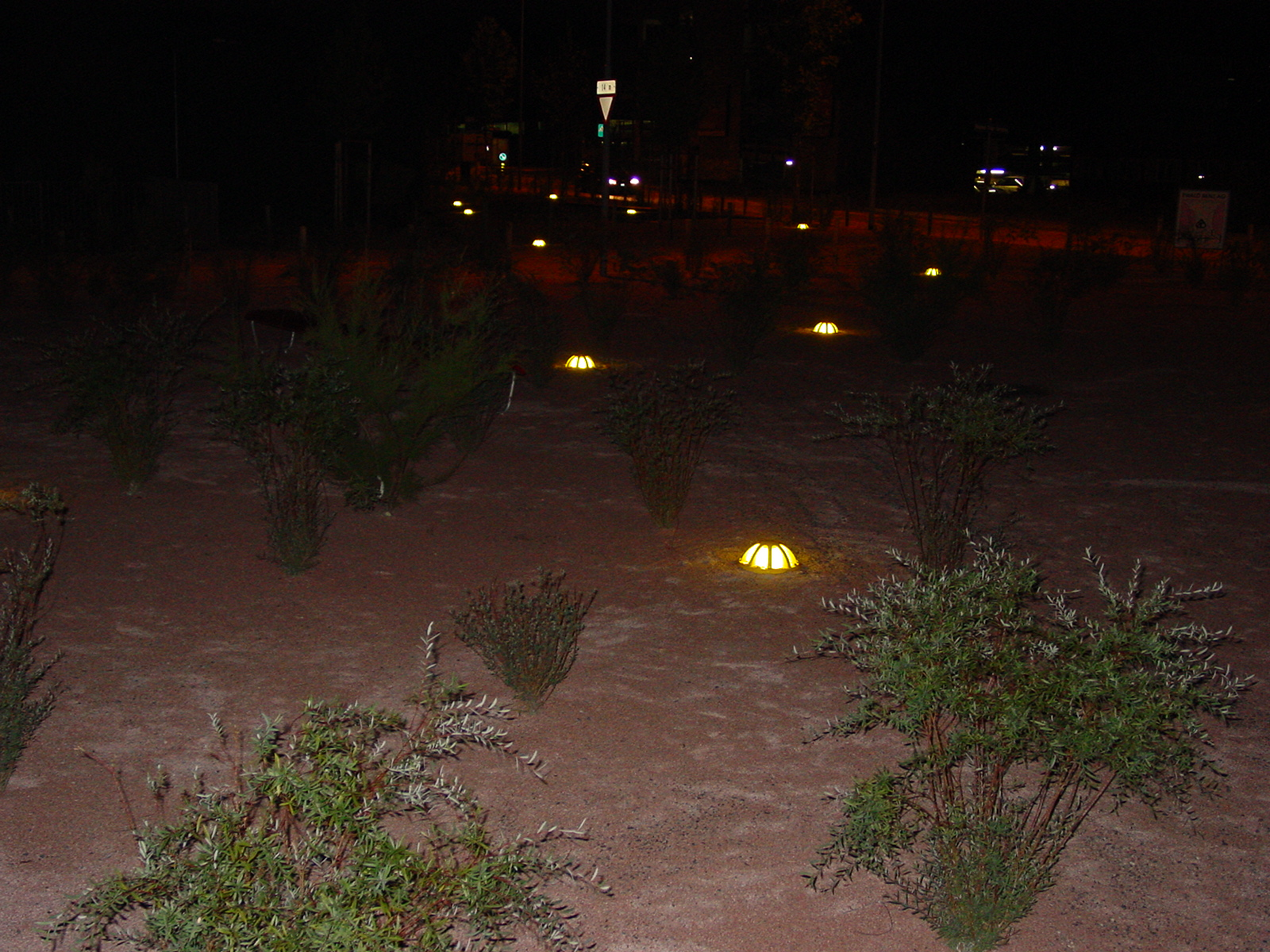
Die „Schildkröten“-Leuchten auf dem Kiesfeld bei Dunkelheit
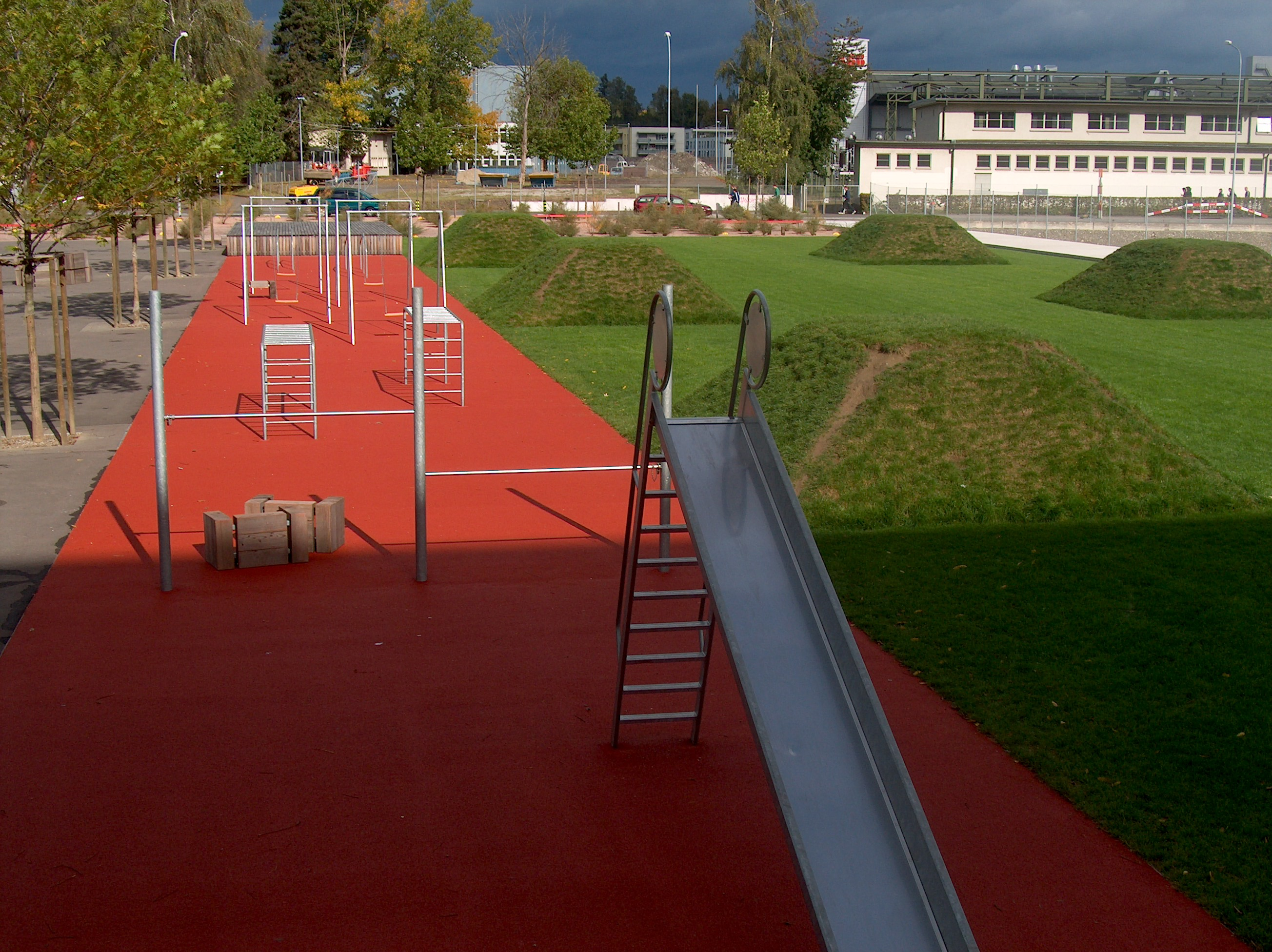
Spielband mit Rasenfeld auf der rechten und Baumfeld auf der linken Seite
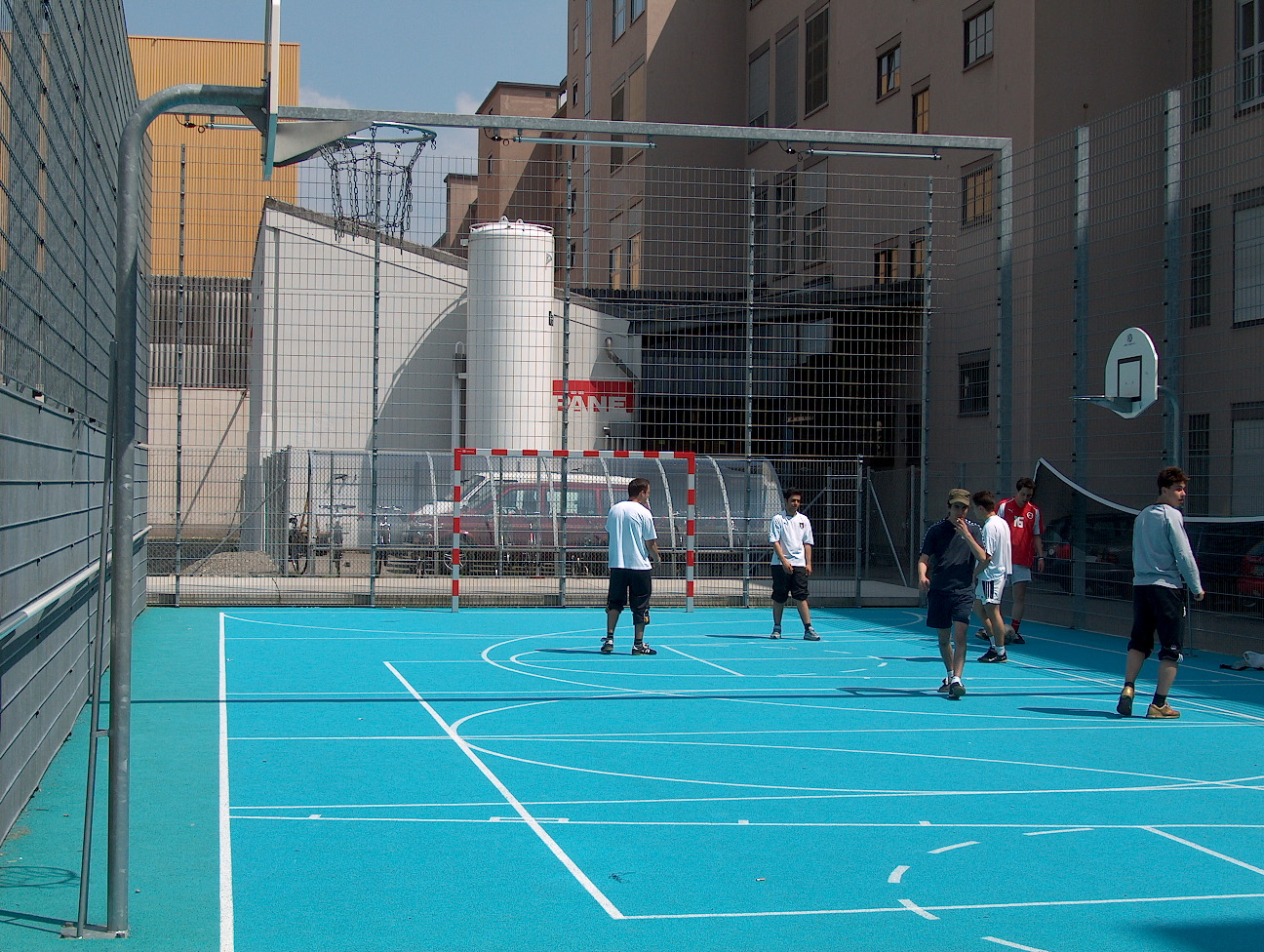
Sportfeld mit Allwetterboden